# Boophis williamsi
A Boophis williamsi a kétéltűek (Amphibia) osztályába, a békák (Anura) rendjébe és az aranybékafélék (Mantellidae) családjába tartozó faj.

## Nevének eredete
Nevét Ernest Edward Williams herpetológus tiszteletére kapta.

## Előfordulása
Madagaszkár endemikus faja. A sziget középső részén, az Ankaratra-hegység magas régióiban honos, gyors folyású patakok mentén.

## Megjelenése
Kis méretű békafaj. A hímek hossza 37 mm, a nőstényeké 40-44 mm. Háti bőre sima, hátsó felén nagyobb kinövésekkel. Színe világosbarna, narancsszínű mintázattal, hasi oldala piszkosfehér. A hímeknek jó kivehető hüvelykvánkosuk van.

## Természetvédelmi helyzete
Elterjedési területe kisebb mint 100 km², ezen belül mindössze 10 km²-nyi területet foglal el. Az összes megfigyelt egyed egyetlen helyen volt megtalálható, élőhelyének kiterjedése és minősége fokozatosan csökken. Élőhelye jelenleg még nem védett. A fajt veszélyezteti a mezőgazdaság, a fakitermelés, a szénégetés, élőhelyének töredezése.